# 田耕村
田耕村（たすきそん）は、山口県豊浦郡にあった村。現在の下関市豊北町大字田耕にあたる。

## 地理
- 山岳：大庭山、城山、白滝山
- 河川：粟野川

## 歴史
- 1889年（明治22年）4月1日 - 町村制の施行により、近世以来の田耕村が単独で自治体を形成。
- 1955年（昭和30年）4月1日 - 神玉村・角島村・神田村・阿川村・粟野村・滝部村および宇賀村の一部（大字北宇賀）と合併して豊北町が発足。同日田耕村廃止。